# Pihla
Koordinaten: 58° 59′ N, 22° 31′ O
Pihla ist ein Dorf (estnisch küla) in der Landgemeinde Hiiumaa (2013 bis 2017: Landgemeinde Hiiu, davor Landgemeinde Kõrgessaare) auf der zweitgrößten estnischen Insel Hiiumaa (deutsch Dagö).

## Beschreibung und Geschichte
Pihla hat 14 Einwohner (Stand 31. Dezember 2011). Der Ort liegt 13 km südwestlich der Inselhauptstadt Kärdla (Kertel).
Bei dem Dorf fließt der 18 km lange Pihla-Bach (Pihla oja). Er entspringt im Moor von Pihla (Pihla raba) und mündet in die Ostsee-Bucht Reigi (Reigi laht).

## Kirche und Pastorat
Zum heutigen Dorfgebiet von Pihla gehört die evangelisch-lutherische Jesuskirche von Reigi mit ihrem historischen Friedhof. Das ursprüngliche Gotteshaus wurde vor dem Jahr 1626 errichtet. 1690 entstand eine neue Kirche aus Holz. Sie wurde von der schwedischsprachigen Gemeinde von Reigi genutzt. Seit der Deportation nahezu aller Estlandschweden Hiiumaas in die Ukraine 1781 ist die Gemeinde rein estnischsprachig.
Das heutige Kirchengebäude ließ zwischen 1799 und 1802 der deutschbaltische Adlige Otto Reinhold Ludwig von Ungern-Sternberg (1744–1811) errichten. Es wurde 1899 umgestaltet.
In der Nähe befindet sich das unter Denkmalschutz stehende Pastorat. Im Jahre 1882 gründete der örtliche Pastor Immanuel Rinne (1854–1914) dort die erste öffentliche Bücherei Hiiumaas.